# Gotra annulipes
Gotra annulipes is een insect uit de familie van de gewone sluipwespen (Ichneumonidae). De wetenschappelijke naam van de soort werd in 1906 gepubliceerd door Cameron.